# Падение Харрана
Падение Харрана относится к осаде ассирийского города Харран и захвату его Мидийской и Нововавилонской империями.

## Фон
Новоассирийское царство страдало от упадка своего могущества с 639 года до н. э., кульминацией которого стало вторжение вавилонян и мидийцев на их земли. Город Аррапха пал в 615 году до н. э., за ним последовал Ашшур в 614 году до н. э. и, наконец, знаменитая Ниневия — новейшая столица Ассирии — её падение произошло в 612 году до н. э. Несмотря на последовавшую за этим жестокую резню, ассирийцы выжили как политическая единица и бежали в Харран при своём новом царе Ашшур-убаллите II. Создание Харрана в качестве столицы ассирийцев привлекло внимание вавилонского царя Набопаласара и мидийского царя Киаксара, которые были полны решимости навсегда уничтожить угрозу ассирийского возрождения.

## Осада
В ассирийских анналах нет записей после 610 года до н. э. — предполагаемой даты осады. Осада длилась ещё год, прежде чем город окончательно пал в 609 году до н. э.

## Последствия
С падением Харрана Ассирийская империя перестала существовать как государство. Остатки армии бывшей Ассирийской империи встретились с египетскими войсками, победившими в Мегиддо. В 605 году до н. э. вавилоняне снова добились успеха, разбив египтян вместе с частью армии бывшей Ассирии в Каркемише, положив конец египетской интервенции на Ближний Восток.